# ليو وو
ليو وو (بالصينية: 吴磊)‏ هو ممثل صيني، ولد في 26 ديسمبر 1999 في الصين.

## وصلات خارجية
- ليو وو على موقع IMDb (الإنجليزية)
- ليو وو على موقع ميوزك برينز (الإنجليزية)
- ليو وو على موقع قاعدة بيانات الفيلم (الإنجليزية)